# Newkirk
Newkirk é uma cidade localizada no estado norte-americano de Oklahoma, no Condado de Kay.

## Demografia
Segundo o censo norte-americano de 2000, a sua população era de 2243 habitantes.
Em 2006, foi estimada uma população de 2141, um decréscimo de 102 (-4.5%).

## Geografia
De acordo com o United States Census Bureau tem uma área de
3,4 km², dos quais 3,4 km² cobertos por terra e 0,0 km² cobertos por água. Newkirk localiza-se a aproximadamente 351 m acima do nível do mar.

## Localidades na vizinhança
O diagrama seguinte representa as localidades num raio de 24 km ao redor de Newkirk.